# Acrotomus dioszeghyi
Acrotomus dioszeghyi är en stekelart som först beskrevs av Kiss 1924.  Acrotomus dioszeghyi ingår i släktet Acrotomus och familjen brokparasitsteklar. Inga underarter finns listade i Catalogue of Life.